# Karim Ojjeh
Pas d'image ? Cliquez ici
Karim Ojjeh, né le 27 août 1965 à Genève, est un homme d'affaires saoudien et un pilote automobile.
Il est le fils de l'homme d’affaires multi-milliardaire saoudien Akram Ojjeh et le frère de Mansour Ojjeh, qui possédait le groupe TAG.

## Biographie
Il commence sa carrière de pilote automobile en 2002, dans le championnat de Formule Palmer Audi.
En 2011, il remporte les 24 Heures du Mans et le championnat Le Mans Series en catégorie LMP2 avec l'écurie Greaves Motorsport,,.
En 2012, Karim pilote la McLaren MP4-12C GT3 de ASM Team en Blancpain Endurance Series.

## Résultats

### Résultats aux 24 Heures du Mans
Résultats synthétiques de Karim Ojjeh aux 24 Heures du Mans :
| Année | Équipe               | Coéquipiers                           | Voiture               | Catégorie | Tours | Pos. | Pos. cat. |
| ----- | -------------------- | ------------------------------------- | --------------------- | --------- | ----- | ---- | --------- |
| 2005  | Paul Belmondo Racing | Claude-Yves Gosselin Adam Sharpe (pl) | Courage C65-Ford      | LMP2      | 300   | 21e  | 2e        |
| 2006  | Paul Belmondo Racing | Claude-Yves Gosselin Pierre Ragues    | Courage C65-Ford      | LMP2      | 84    | Abd  | Abd       |
| 2007  | Barazi Epsilon       | Juan Barazi Michael Vergers           | Zytek 07S/2           | LMP2      | 252   | Abd  | Abd       |
| 2008  | Trading Performance  | Claude-Yves Gosselin Adam Sharpe (de) | Zytek 07S/2           | LMP2      | 22    | Abd  | Abd       |
| 2009  | GAC Racing Team      | Claude-Yves Gosselin Philipp Peter    | Zytek 07S/2           | LMP2      | 102   | Abd  | Abd       |
| 2010  | Team Bruichladdich   | Tim Greaves Gary Chalandon            | Ginetta-Zytek GZ09S/2 | LMP2      | 341   | 10e  | 5e        |
| 2011  | Greaves Motorsport   | Olivier Lombard Tom Kimber-Smith      | Zytek Z11SN-Nissan    | LMP2      | 326   | 8e   | 1er       |